# Málta címere

Málta címere

Málta címere a tradicionális fehér és vörös színű függőlegesen osztott pajzs, bal felső sarkában a György-kereszttel. A pajzson egy öttornyú várfalból formált koronát helyeztek el, a pajzs két oldalát zöld ágak díszítik, amelyek alul egy szalaggal vannak összekötve. A szalagon az ország teljes neve (Máltai Köztársaság) olvasható máltai nyelven, fekete betűkkel.

## A Máltai Állam (1964-1974) címerei

A Nagy-Britanniával nemzetközösségi monarchiaként perszonálunióban álló Máltai Állam címere.
II. Erzsébetet, mint az ország királynőjét (Queen of Malta) képviselő máltai főkormányzó (Governor-General of Malta) címere 1964-1974 között.

## A Máltai Köztársaság címerei

A Máltai Köztársaság első címere 1975 és 1988 között.
A Máltai Köztársaság első címere 1988 óta.